# 岡崎礼
岡崎 礼（おかざき れい、1978年〈昭和53年〉9月24日 - ）は、日本の政治活動家、アクション俳優、劇画作家である。東京都出身。身長177cm。血液型はB型。桜美林高等学校卒業。父親は昭和に活躍した俳優の岡崎二朗。祖父は亜細亜大学教授の倉岡克行。

## 来歴・人物

### 俳優として
2000年に俳優デビューし、主にVシネマを中心に出演していた。
2007年9月12日、仕事上のトラブルから映画制作会社の役員プロデューサーの男性を刃物で負傷させる事件を起こし、殺人未遂容疑で逮捕された。その後傷害罪で執行猶予付き有罪判決を受けたが、この執行猶予期間中に当時勤務していた焼鳥店で、口論の末に客の顔面を蹴ったとして傷害の疑いで再逮捕される（相手と和解し、示談金を支払い釈放）。その後は劇画作家・実業家として活動していた。

### 活動家として
2021年末頃に結成された神真都Q会にて「岡本一兵衛」名義で活動しており、2022年3月15日に同団体が一般社団法人として登記されて以降は同団体の理事を務めている。2022年4月20日、新型コロナワクチン接種会場で、妨害行為を行ったとして、警視庁公安部に建造物侵入容疑で現行犯逮捕された。この逮捕を受けて、実父に当たる俳優の岡崎二朗が、所属事務所を通じて謝罪を発表し「法律によって厳罰に処され罪を償い」「1日も早く更生し社会のお役に立てるような人間になってほしい」等と述べた。その後、警視庁公安部は2022年3月15日に新型コロナウイルスのワクチン接種会場と使用されていた東京ドームにて、「責任者を出せ」「ドクターを出せ」「毒を打っている　殺人罪だぞ」等と出入り口付近で岡崎を含めた約20名のメンバーが騒ぎ、約1時間半にわたって接種業務を中断させた事件についても、岡崎を含む男女8人を建造物侵入容疑で逮捕・起訴した。岡崎が妨害行動の指示役だった。7月16日、弁護人を通じて神真都Q会に退会届を提出した。12月22日、東京地方裁判所から懲役1年6カ月執行猶予3年の判決を言い渡された。

## 出演

### 映画
- 新GONIN（2000年）
- 親分はイエス様（2001年） - アキラ
- 首領への道 劇場版 後編（2003年） - 辰野会組員 大森守
- すてごろ 梶原三兄弟激動昭和史（2003年）
- 新・空手バカ一代（2003年） - 相川勉
- かまち（2003年） - チーマー
- Run2U コリアン・コネクション（2003年） - 田上彬
- 修羅の門（2004年） - 二代目大政組
- 新・日本の首領（2004年） - 上村組組員 竹本光
- 喰いしん坊!2 大喰い苦闘編（2007年） - 回転寿司店員

### Vシネマ
- 湘南爆走族（2001年）全3作 - 権田二毛作
  - 湘南爆走族2（2001年）
  - 湘南爆走族3 10オンスの絆（2002年）
- 実録・鉄砲玉（2001年） - 主演・剣城龍一
- 実録・大阪やくざ戦争 報復（2002年） - 三代目山王会 法力会若衆 武川光二
- 首領への道23（2003年） - 室井組 茂田五郎
- 実録・山陽道やくざ戦争 覇道（2003年）
- 実録・瀬戸内やくざ戦争 伊予路水滸伝（2003年） - 二代目大日本昭和会 剛誠会山浦組幹部 林田考信
- 実録 東北(みちのく)やくざ戦争 覇桜の道（2003年） - ナガトモ（愚連隊 阿藤儀一の子分）
- 実録・みちのく抗争 死守りの盃（2003年） - 城東組関山一家 阿藤会畠田組組員
- 実録・関東やくざ戦争 修羅の盃（2003年） - 錦城会錦城一家岸森組星川組組員 大田章人
- 実録・関東やくざ戦争2 修羅の代紋（2004年） - 錦城会錦城一家岸森組星川組組員 大田章人
- 首領への道外伝・白虎会見参（2004年） - 白虎会 仁科一平
- 実録・暴走族 ブラックエンペラー（2004年） - 主演・ブラックエンペラー六代目総長 蛯澤賢治
- 実録・籠寅三代目 合田幸一〜任侠修業篇〜（2004年） - 主演・合田幸一
- 甲州プリズン（2005年,2006年）全2作 - シマダ
- 実録・不退の松葉（2005年） - 藤田卯一郎
- 龍神1,2（2005年）全2作 - 関東 東神会 鷹月組幹部 山下守
- マル暴 組織犯罪対策部捜査四課 通称 マルボー（2005年） - 衣川ユウジ(衣川組組長の実子)
- 実録プロジェクト893XX THE暴走族 スペクター編（2005年） - レポーター
- 武闘派極道史 竹中組組長邸襲撃事件（2005年） - 警察官(パトカー)
- 誇り高き野望 1・4・5・6（2005年、2006年） - 大阪府警捜査四課刑事 杉田直道
- 実録・暴走族 ブラックエンペラーレディース（2006年） - ブラックエンペラー六代目総長 蛯澤賢治
- 実録・暴走族 ブラックエンペラー暴走伝説 下北沢総本部（2006年） - ブラックエンペラー下馬支部 蛯澤賢治(後のブラックエンペラー六代目総長)
- 実録・暴走族 日韓連合 小さな巨人 野山榮澤（2006年） - ブラックエンペラー六代目総長 蛯澤賢治
- 実録・東声会 初代・町井久之 暗黒の首領（2006年） - 愚連隊 牧原隆昭（→東声会東原会会長）
- 実録 九州やくざ抗争 誠への道（2006年） - 二代目村富一家 村冨会組員 木場徹
- 実録・東海道抗争 白と黒（2006年） - 八代目剛島一家若衆
- 実録・九州やくざ戦争 九州のライオン(義王)（2006年）
- 実録 武闘派極道史 八声会跡目抗争（2006年、企画：OZAWA） - 主演・銀
- 白竜 シノギの報酬Ⅰ・Ⅱ (2006年) - 陣内洋之(私立探偵)
- 住越 浜野政吉 烈侠（2006年）
- 首領がゆく シリーズ（2006年） - 篠崎浩介(王島一輝の舎弟)
  - 首領がゆく1,2（2006年） - 浅草川一家若衆
  - 首領がゆく3（2006年） - 二代目真侠組真虎会若衆
- 鬼魄 二代目山口登（2006年） - 山春組若衆 高山三千男
- 極道の紋章（2007年5月） - ヒットマン(川谷組の隠し玉)
- 闇金の帝王（2007年7月） - 村野組組員 甲斐
- 殺戮の応酬（2007年8月） - ヒサオ
- ゾク議員（2007年9月） - 暴走族「東京連合」親衛隊長
- 極道(やくざ)な月（2007年11月） - 栄虎会組員 リョージ
- 龍司 K1を目指した男（2007年11月） - 主演・村上竜司
- 修羅之魂 侠客立志編（2008年7月） - 井之上孝彦(熊本の高校生時代)
- 白竜5 支配者VS独裁者（2008年9月） - ニノミヤ(売人の元締)

### 舞台
- 風の童子
- 伊藤晴雨